# Regata Concejo de Vigo
La Regata Concejo de Vigo (Regata Concello Vigo en gallego) es una competición de remo, concretamente de traineras, que se celebró en Vigo (Pontevedra) en los años 2006 y 2007 patrocinada por el Ayuntamiento de Vigo y siendo puntuable para la Liga ACT.
Las regatas se disputaron en la Ría de Vigo situándose las boyas de salida frente al Real Club Náutico de Vigo y las calles se dispusieron en sentido norte. Las regatas se desarrollaron por el sistema de tandas por calles. Se bogaron cuatro largos y tres ciabogas lo que totaliza un recorrido de 3 millas náuticas que equivalen a 5556 metros.

## Historial
| Edición | Año  | Ganador      | Segundo | Tercero |
| ------- | ---- | ------------ | ------- | ------- |
| I       | 2005 | Astillero    | Pedreña | Castro  |
| II      | 2006 | Fuenterrabía | Orio    | Pedreña |

## Palmarés
| Victorias | Club         | Años |
| --------- | ------------ | ---- |
| 1         | Astillero    | 2005 |
| 1         | Fuenterrabía | 2006 |